# 约翰·安克尔
约翰·安克尔（挪威語：Johan Anker，1871年6月26日—1940年10月2日），挪威男子帆船运动员。他曾代表挪威参加1908年、1912年和1928年夏季奥林匹克运动会帆船比赛，共获得二枚金牌。